# Ouriceira

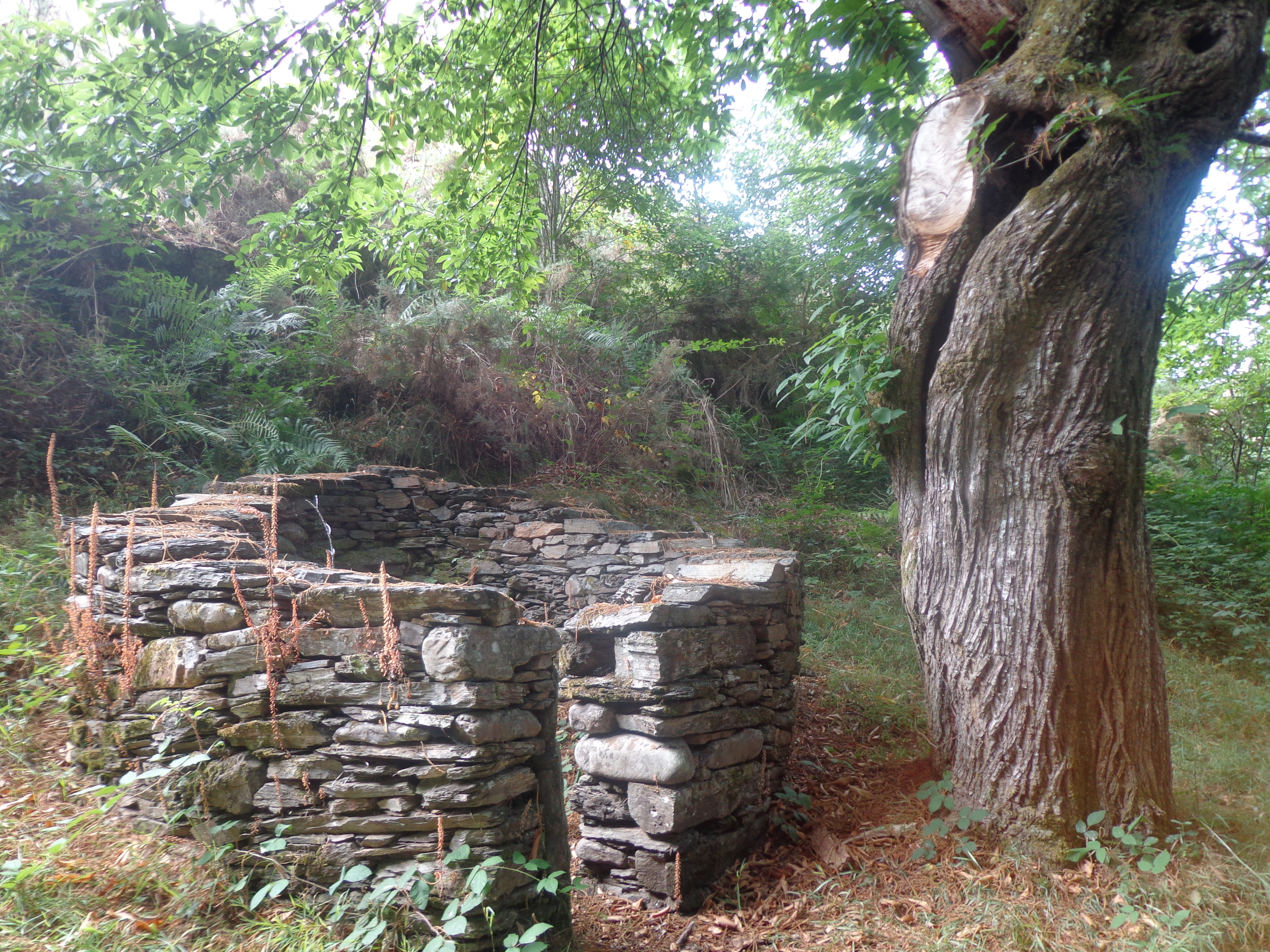
Une ouriceira près d'un châtaignier à Baleira, en Galice.

Une ouriceira est une construction du nord-ouest de l'en Espagne (Galice, Asturies), destinée à recevoir les bogues des châtaignes.

## Nom
En galicien, le terme, féminin, est dérivé d'ourizo, la bogue (gl) du châtaignier. Dans la région de Lugo, l'édifice est également appelé uriceira, uricieira , corripa ou corriza.

## Généralités
Une ouriceira se compose d'un mur en moellon, rudimentaire et circulaire, d'environ 1 m de diamètre et autant de hauteur, comportant une entrée à l'un de ses points et, parfois, une fenêtre. À l'intérieur sont stockées les bogues de châtaignes, recouvertes de feuilles de châtaignier séchées. Elle permet ainsi de conserver les bogues plusieurs mois et de les protéger des animaux comme le sanglier. Après la récolte, les bogues sont retirées par l'ouverture avec un râteau ou un bâton en forme de pince.
Les ouriceiras sont édifiées dans les châtaigneraies (gl) où sont récoltées les châtaignes. Elles sont typiques des monts d'Ancares et de Courel (gl).